# 벨리아 언덕

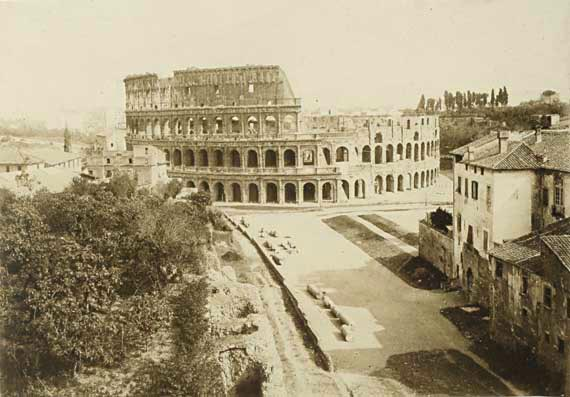

벨리아(이탈리아어: Velia)는 로마의 언덕 중 하나이다.

## 개요
벨리아는 로마칠구릉이 기념된 7개의 언덕 가운데 하나로 간주되었다. 이 이름은 단수로 더 자주 등장하지만 복수도 존재한다.
이 언덕은 할리카르낫소스의 디오니시오스가 높고 가파른(ὑψηλὸν ἐπιεικῶς καὶ περίτομον) 언덕으로 기술하였다.

## 같이 보기
- 로마의 일곱 언덕
- 아벤티노 언덕
- 첼리오 언덕
- 캄피돌리오 언덕
- 오피오 언덕
- 팔라티노 언덕
- 핀초 언덕
- 퀴리날레 언덕
- 바티칸 언덕
- 비미날레 언덕

## 참고 문헌
- Rebert, Homer Franklin (1925), “The Velia: A Study in Historical Topography”, Transactions of the American Philological Association; Vol. 56 (1925), pp 54-69.